# Statsbidrag
Med statsbidrag menas ett ekonomiskt bidrag från stat till skild entitet. Mottagaren är en juridisk person i form av en organisation, exempelvis en kommun eller ett kommunägt aktiebolag eller en välgörenhetsorganisation. 

## Statsbidrag i Sverige
Statsbidrag som utgår till Sveriges kommuner och regioner är kopplade till det kommunala utjämningssystemet. Likvida medel utgår från staten och går till kommuner och regioner. Statsbidrag, avgifter och skatter finansierar tillsammans de kommunala och regionala verksamheterna.

### Exempel
- Statsbidrag till skolor kan användas för att ge barn och elever bättre förutsättningar för att lära sig och nå målen.[1]

- Statsbidrag till kommuner och regioner kan vara både generella och riktade. Generella statsbidrag ingår i SKR:s kommun- och regionvisa beräkningar av skatter och bidrag. De riktade bidragen utbetalas separat.[2]